# Jórvík Viking Centre
Das Jórvík Viking Centre ist ein archäologisches Museum im Zentrum von York, England.
Das Museum ist nach Jórvík, dem Wikingernamen von York, benannt. Zweck des Museums ist die anschauliche Rekonstruktion des Alltagslebens der Wikinger der Wikingerstadt. Insbesondere das in die Geschichte dieser Zeit führende Konzept der Zeitmaschine hat bis 2006 etwa 14 Millionen Besucher angesprochen.
Das im April 1984 eröffnete Museum ging aus den 1979–1981 erfolgten Coppergate-Grabungen hervor und wird von dem 1982 gegründeten York Archaeological Trust getragen. 2001 wurde das Museum reorganisiert.